# Amina Anšba
Amina Vladikovna Anšba (in russo Амина Владиковна Аншба?; Russia, 9 settembre 1999) è una tennista russa.

## Biografia
Amina Anšba ha vinto 5 titoli in singolare e 27 titoli in doppio nel circuito ITF in carriera. Il 16 agosto 2021 ha raggiunto il best ranking mondiale nel singolare, nr 278; il 9 ottobre 2023 ha raggiunto il miglior piazzamento mondiale nel doppio, nr 84.

## Statistiche WTA

### Doppio

#### Sconfitte (2)
| Legenda              |
| -------------------- |
| Grande Slam (0)      |
| Argenti Olimpici (0) |
| WTA Finals (0)       |
| WTA Elite Trophy (0) |
| Dal 2021             |
| WTA 1000 (0)         |
| WTA 500 (0)          |
| WTA 250 (2)          |

| N. | Data           | Torneo                        | Superficie  | Compagna         | Avversarie in finale             | Punteggio |
| 1. | 24 luglio 2022 | Palermo Ladies Open, Palermo  | Terra rossa | Panna Udvardy    | Anna Bondár Kimberley Zimmermann | 3-6, 2-6  |
| 2. | 30 luglio 2023 | Ladies Open Lausanne, Losanna | Terra rossa | Anastasia Dețiuc | Anna Bondár Diane Parry          | 2-6, 1-6  |

## Circuito WTA 125

### Doppio

#### Vittorie (3)
| N. | Data              | Torneo                            | Superficie  | Compagna         | Avversarie in finale               | Punteggio           |
| 1. | 16 settembre 2023 | Slovenia Open, Lubiana            | Terra rossa | Quinn Gleason    | Freya Christie Yuliana Lizarazo    | 6-3, 6-4            |
| 2. | 4 maggio 2024     | Open 35 de Saint-Malo, Saint-Malo | Terra rossa | Anastasia Dețiuc | Estelle Cascino Carole Monnet      | 7-6(7), 2-6, [10-5] |
| 3. | 9 febbraio 2025   | Mumbai Open, Mumbai               | Cemento     | Elena Pridankina | Arianne Hartono Prarthana Thombare | 7-6(4), 2-6, [10-7] |

#### Sconfitte (1)
| N. | Data           | Torneo                           | Superficie  | Compagna         | Avversarie in finale              | Punteggio        |
| 1. | 16 luglio 2023 | Grand Est Open 88, Contrexéville | Terra rossa | Anastasia Dețiuc | Cristina Bucșa Alëna Fomina-Klotz | 6-4, 3-6, [7-10] |

## Statistiche ITF

### Singolare

#### Vittorie (5)
| Torneo $100.000 (0) |
| Torneo $80.000 (0)  |
| Torneo $75.000 (0)  |
| Torneo $60.000 (0)  |
| Torneo $50.000 (0)  |
| Torneo $40.000 (0)  |
| Torneo $25.000 (0)  |
| Torneo $15.000 (4)  |
| Torneo $10.000 (1)  |

| N. | Data             | Torneo                          | Superficie  | Avversaria in finale | Punteggio     |
| 1. | 3 luglio 2016    | Kazan Kremlin Cup, Kazan'       | Terra rossa | Anastasija Gasanova  | 5-7, 6-1, 6-0 |
| 2. | 11 marzo 2018    | Tennis Organisation Cup, Adalia | Terra rossa | Başak Eraydın        | 6-0, 6-0      |
| 3. | 18 agosto 2019   | ITF Moscow Open, Mosca          | Terra rossa | Vlada Koval          | 6–4, 6–2      |
| 4. | 25 agosto 2019   | ITF Moscow Open, Mosca          | Terra rossa | Elina Avanesjan      | 6-4, 6-3      |
| 5. | 27 dicembre 2020 | GD Tennis Academy, Adalia       | Terra rossa | Julija Avdeeva       | 6-2, 7-5      |

#### Sconfitte (10)
| Torneo $100.000 (0) |
| Torneo $80.000 (0)  |
| Torneo $75.000 (0)  |
| Torneo $60.000 (0)  |
| Torneo $50.000 (0)  |
| Torneo $40.000 (0)  |
| Torneo $25.000 (1)  |
| Torneo $15.000 (8)  |
| Torneo $10.000 (1)  |

| N.  | Data              | Torneo                                       | Superficie  | Avversaria in finale      | Punteggio        |
| 1.  | 12 luglio 2015    | Telavi Open, Telavi                          | Terra rossa | Anastasija Gasanova       | 3-6, 4-6         |
| 2.  | 7 maggio 2017     | Starlight Cup, Adalia                        | Terra rossa | Bárbara Gatica            | 2-6, 5-7         |
| 3.  | 24 settembre 2017 | Tennis Organisation Cup, Adalia              | Terra rossa | Fanny Östlund             | 3-6, 1-6         |
| 4.  | 1º ottobre 2017   | Tennis Organisation Cup, Adalia              | Terra rossa | Marta Leśniak             | 3-6, 1-6         |
| 5.  | 3 dicembre 2017   | Tennis Organisation Cup, Adalia              | Terra rossa | Maryna Černjšova          | 4-6, 4-6         |
| 6.  | 4 marzo 2018      | GD Tennis Cup, Adalia                        | Terra rossa | Ilona Georgiana Ghioroaie | 6(1)-7, 6–3, 4–6 |
| 7.  | 18 marzo 2018     | GD Tennis Cup, Adalia                        | Terra rossa | Rebecca Šramková          | 1-6, 6(3)-7      |
| 8.  | 22 aprile 2018    | Hammamet Open, Hammamet                      | Terra rossa | Margot Yerolymos          | 1-6, 2-6         |
| 9.  | 26 agosto 2018    | Vrnjacka Banja Open, Vrnjačka Banja          | Terra rossa | Draginja Vuković          | 2-6, 4-6         |
| 10. | 21 ottobre 2018   | Forte Village International Tournament, Pula | Terra rossa | Sara Sorribes Tormo       | 4-6, 3-6         |

### Doppio

#### Vittorie (27)
| Torneo $100.000 (2) |
| Torneo $80.000 (0)  |
| Torneo $75.000 (0)  |
| Torneo $60.000 (6)  |
| Torneo $50.000 (0)  |
| Torneo $40.000 (0)  |
| Torneo $25.000 (13) |
| Torneo $15.000 (3)  |
| Torneo $10.000 (3)  |

| N.  | Data              | Torneo                                                 | Superficie  | Partner                    | Rivali in finale                            | Risultato           |
| 1.  | 19 settembre 2015 | Telavi Open, Telavi                                    | Terra rossa | Ani Amiraghyan             | Polina Golubovskaja Alina Kislickaja        | 6-1, 6-1            |
| 2.  | 9 luglio 2016     | Nis Open, Niš                                          | Terra rossa | Angelina Gabueva           | Tamara Čurović Natalija Kostić              | 7-5, 7-5            |
| 3.  | 13 agosto 2016    | Summer Cup, Mosca                                      | Terra rossa | Angelina Gabueva           | Ani Amiraghyan Dar'ja Lodikova              | 6-4, 6-4            |
| 4.  | 6 maggio 2017     | Starlight Cup, Adalia                                  | Terra rossa | Elena Rybakina             | Dar'ja Nazarkina Anna Ukolova               | 7–5, 4–6, [10–8]    |
| 5.  | 21 aprile 2018    | Hammamet Open, Hammamet                                | Terra rossa | Marija Marfutina           | Maryna Černjšova Oana Gavrilă               | 4–6, 6–2, [12–10]   |
| 6.  | 3 giugno 2018     | Óbidos Ladies Open, Óbidos                             | Sintetico   | Sofia Šapatava             | Laura-Ioana Andrei Julia Wachaczyk          | 6(4)–7, 6–0, [11–9] |
| 7.  | 7 ottobre 2018    | Forte Village International Tournament, Pula           | Terra rossa | Sofia Šapatava             | Martina Di Giuseppe Anna-Giulia Remondina   | 7–6(5), 2–6, [10–6] |
| 8.  | 14 luglio 2019    | Reinert Open, Versmold                                 | Terra rossa | Anastasia Dețiuc           | Ankita Raina Bibiane Schoofs                | 0-6, 6-3, [10-8]    |
| 9.  | 27 luglio 2019    | Moscow Open, Mosca                                     | Terra rossa | Anastasia Dețiuc           | Ilona Kramen' Ekaterina Makarova            | 6-2, 6-4            |
| 10. | 17 agosto 2019    | ITF Moscow Open, Mosca                                 | Terra rossa | Aleksandra Pospelova       | Vlada Koval Evgenija Levašova               | 6-4, 6-3            |
| 11. | 21 settembre 2019 | Royal Cup NLB Banka, Podgorica                         | Terra rossa | Anastasia Dețiuc           | Anastasia Kulikova Evgenija Levašova        | 2-6, 6-3, [10-7]    |
| 12. | 12 ottobre 2019   | Forte Village International Tournament, Pula           | Terra rossa | Anastasia Dețiuc           | Ylena In-Albon Giorgia Marchetti            | 7-5, 6-1            |
| 13. | 27 marzo 2021     | Blooming Cup, Buenos Aires                             | Terra rossa | Panna Udvardy              | Valentini Grammatikopoulou Richèl Hogenkamp | 7–5, 6–2            |
| 14. | 11 aprile 2021    | Torneo Internacional Dove Men+Care, Córdoba            | Terra rossa | Panna Udvardy              | Bárbara Gatica Rebeca Pereira               | 6–3, 6–3            |
| 15. | 26 giugno 2021    | ITF Open Klosters, Klosters                            | Terra rossa | Anastasia Dețiuc           | Jenny Dürst Weronika Falkowska              | 3–6, 6–1, [10–3]    |
| 16. | 4 settembre 2021  | TCCB Open, Collonge-Bellerive                          | Terra rossa | Anastasija Gasanova        | Amandine Hesse Tatjana Maria                | 6–1, 6(6)–7, [10–8] |
| 17. | 2 ottobre 2021    | Tuks International, Pretoria                           | Cemento     | Elizabeth Mandlik          | Jenny Dürst Nina Stadler                    | 6-2, 6-2            |
| 18. | 19 febbraio 2022  | Antalya Series, Adalia                                 | Terra rossa | Marie Benoît               | Andreea Roșca Ioana Loredana Roșca          | 7-5, 7-6(4)         |
| 19. | 8 maggio 2022     | Wiesbaden Tennis Open, Wiesbaden                       | Terra rossa | Panna Udvardy              | Andrea Gámiz Eva Vedder                     | 6-2, 6-4            |
| 20. | 1º ottobre 2022   | ForteVillage ITF Trophy, Pula                          | Terra rossa | Oana Georgeta Simion       | Angelica Moratelli Lisa Pigato              | 6-3, 6-1            |
| 21. | 14 gennaio 2023   | Women's AAT Buenos Aires, Buenos Aires                 | Terra rossa | Valerija Strachova         | Yuliana Lizarazo María Paulina Pérez        | 1-6, 6-4, [10-7]    |
| 22. | 21 gennaio 2023   | Women's AAT Buenos Aires, Buenos Aires                 | Terra rossa | Valerija Strachova         | Romina Ccuno María Herazo González          | 6-1, 6-2            |
| 23. | 13 maggio 2023    | Empire Tennis Academy Open, Trnava                     | Terra rossa | Anastasia Dețiuc           | Estelle Cascino Suzan Lamens                | 6-3, 4-6, [10-4]    |
| 24. | 7 luglio 2023     | Open International Féminin de Montpellier, Montpellier | Terra rossa | Sof'ja Lansere             | Julia Lohoff Andreea Mitu                   | 6-3, 6-4            |
| 25. | 9 settembre 2023  | Elle Spirit Open, Montreux                             | Terra rossa | Lexie Stevens              | Francisca Jorge Matilde Jorge               | 1–6, 7–5, [12–10]   |
| 26. | 22 giugno 2024    | Olomouc Open, Olomouc                                  | Terra rossa | Valentini Grammatikopoulou | Jessie Aney Lena Papadakis                  | 6-2, 6-4            |
| 27. | 28 settembre 2024 | Serbian Tennis Tour, Kuršumlijska Banja                | Terra rossa | Noma Noha Akugue           | Cristina Dinu Lia Karatančeva               | 6-2, 7-6(2)         |

#### Sconfitte (24)
| Torneo $100.000 (1) |
| Torneo $80.000 (0)  |
| Torneo $75.000 (0)  |
| Torneo $60.000 (3)  |
| Torneo $50.000 (0)  |
| Torneo $40.000 (0)  |
| Torneo $25.000 (13) |
| Torneo $15.000 (5)  |
| Torneo $10.000 (2)  |

| N.  | Data              | Torneo                                               | Superficie  | Partner              | Rivali in finale                            | Risultato           |
| 1.  | 18 luglio 2015    | Telavi Open, Telavi                                  | Terra rossa | Adelina Baravi       | Ani Amiraghyan Chen Chaoyi                  | 3–6, 4–6            |
| 2.  | 1º luglio 2016    | Kazan Summer Cup, Kazan'                             | Terra rossa | Angelina Gabueva     | Ol'ga Dorošina Jana Sizikova                | 4-6, 7-6(8), [5-10] |
| 3.  | 29 aprile 2017    | Tennis Organisation Cup, Adalia                      | Terra rossa | Nina Kruijer         | Jacqueline Cabaj Awad Margot Yerolymos      | 6(5)-7, 6–3, [8-10] |
| 4.  | 30 settembre 2017 | Tennis Organisation Cup, Adalia                      | Cemento     | Melis Sezer          | Georgia Crăciun Andreea Ghițescu            | 2-6, 2-6            |
| 5.  | 3 marzo 2018      | GD Tennis Cup, Adalia                                | Cemento     | Anastasyja Vasyl'eva | Ágnes Bukta Dea Herdželaš                   | 3-6, 3-6            |
| 6.  | 10 marzo 2018     | Tennis Organisation Cup, Adalia                      | Terra rossa | Melis Sezer          | Catherine Harrison Sarah Lee                | 4-6, 3-6            |
| 7.  | 17 marzo 2018     | GD Tennis Cup, Adalia                                | Cemento     | Ksenia Palkina       | Xenia Knoll Cornelia Lister                 | 0–6, 7–5, [8–10]    |
| 8.  | 14 aprile 2018    | ITF Womens Tennis Club de Tunis, Tunisi              | Terra rossa | Anastasia Grymalska  | Maryna Černjšova Seone Mendez               | 6(5)-7, 4-6         |
| 9.  | 7 settembre 2018  | Allianz Cup, Sofia                                   | Terra rossa | Polina Monova        | Manon Arcangioli Marie Benoît               | 4-6, 6(5)-7         |
| 10. | 27 aprile 2019    | Andijan Combined Event, Andijan                      | Cemento     | Anastasia Dețiuc     | Eudice Chong Tamara Čurović                 | 2-6, 3-6            |
| 11. | 8 giugno 2019     | Pavlov Cup, Minsk                                    | Terra rossa | Anastasia Dețiuc     | Martina Colmegna Ulrikke Eikeri             | 6-1, 4-6, [6-10]    |
| 12. | 6 ottobre 2019    | Forte Village International Tournament, Pula         | Terra rossa | Anastasia Dețiuc     | Eri Hozumi Yuki Naito                       | 4-6, 6(1)-7         |
| 13. | 15 febbraio 2020  | Empire Women's Indoor, Trnava                        | Cemento (i) | Anastasia Dețiuc     | Anna Bondár Tereza Mihalíková               | 4-6, 4-6            |
| 14. | 19 giugno 2021    | Macha Lake Open, Staré Splavy                        | Terra rossa | Anastasia Dețiuc     | Valentini Grammatikopoulou Richèl Hogenkamp | 3-6, 4-6            |
| 15. | 10 luglio 2021    | Amstelveen Women's Open, Amstelveen                  | Terra rossa | Anastasia Dețiuc     | Suzan Lamens Quirine Lemoine                | 4-6, 3-6            |
| 16. | 18 settembre 2021 | Jozi Open, Johannesburg                              | Cemento     | Vlada Koval          | Eva Vedder Stéphanie Visscher               | 4-6, 4-6            |
| 17. | 22 gennaio 2022   | Magic Hotel Tours, Monastir                          | Cemento     | Marija Timofeeva     | Eudice Chong Cody Wong Hong-yi              | 0-6, 1-6            |
| 18. | 19 marzo 2022     | Antalya Series, Adalia                               | Terra rossa | Marija Timofeeva     | Diana Šnaider Amarissa Kiara Tóth           | 4-6, 2-6            |
| 19. | 3 settembre 2022  | International Women's Tournament Almaty Open, Almaty | Terra rossa | Sof'ja Lansere       | Jibek Kulambaeva Ekaterina Jašina           | 6(4)-7, 7-5, [8-10] |
| 20. | 11 marzo 2023     | Empire Women's Indoor, Trnava                        | Cemento (i) | Anastasia Dețiuc     | Alicia Barnett Olivia Nicholls              | 3-6, 3-6            |
| 21. | 14 gennaio 2024   | Antalya Series, Adalia                               | Terra rossa | Valerija Strachova   | Cristina Dinu Nika Radišić                  | 2-6, 6-3, [11-13]   |
| 22. | 17 febbraio 2024  | Hammamet Open, Hammamet                              | Terra rossa | Katharina Hobgarski  | Oana Gavrilă Sapfo Sakellaridi              | 7-6(5), 5-7, [4-10] |
| 23. | 25 gennaio 2025   | Bengaluru Women's, Bengaluru                         | Cemento     | Elena Pridankina     | Jessie Aney Jessica Failla                  | 2-6, 6-4, [6-10]    |
| 24. | 1º marzo 2025     | Antalya Series, Adalia                               | Cemento     | Yūki Naitō           | Li Yu-yun Li Zongyu                         | 3-6, 4-6            |